# Adenosinemonofosfaat
Adenosinemonofosfaat of AMP is een ribonucleotide die is opgebouwd uit het nucleobase adenine, het monosacharide ribose en een fosfaatgroep. Het wordt gevormd door de hydrolyse van adenosinedifosfaat (ADP), dat op zijn beurt is gevormd door hydrolyse van adenosinetrifosfaat (ATP), de belangrijkste energiebron voor biochemische reacties in veel organismen.
Adenosinemonofosfaat kan beschouwd worden als een zwak zuur, met volgende zuurconstanten:
- pKa1 = 0,9
- pKa2 = 3,8
- pKa3 = 6,1

## Productie in de cel
Adenosinemonofosfaat wordt in de cel gevormd tijdens de regenerering van ATP. Dit vindt plaats door 2 moleculen ADP te combineren met elkaar. De reactie wordt gekatalyseerd door het enzym adenylaatkinase.
{\displaystyle \mathrm {2\ ADP\longrightarrow \ ATP\ +\ AMP} }
Daarnaast wordt het ook gevormd door hydrolyse van ADP. Tijdens deze reactie komt een hoeveelheid energie vrij (29,4 kJ/mol). De hydrolyse van ATP stelt eveneens AMP vrij, maar onder afsplitsing van pyrofosfaat.
Adenosinemonofosfaat is een van de componenten van RNA. Het wordt bijgevolg gevormd bij de afbraak ervan.

## Cyclisch adenosinemonofosfaat
Adenosinemonofosfaat bestaat ook als een cyclisch nucleotide: cyclisch adenosinemonofosfaat of cAMP. Dit is een molecule die een belangrijke rol speelt in verscheidene biochemische processen, waaronder bij de intracellulaire signaaltransductie.